# Pamětní medaile 850. výročí Moskvy
Pamětní medaile 850. výročí Moskvy (rusky: 
Медаль «В память 850-летия Москвы») je pamětní medaile Ruské federace. Založena byla roku 1997. Udílena byla veteránům druhé světové války a také občanům Ruské federace, kteří se významně přičinili o rozvoj Moskvy.

## Historie a pravidla udílení
Pamětní medaile byla založena dekretem prezidenta Ruské federace č. 132 ze dne 26. února 1997. Medaile byla vyřazena ze systému státních vyznamenání Ruské federace dekretem prezidenta Ruské federace č. 1099 ze dne 7. září 2010.
Medaile byla udělena žijícím držitelům Medaile Za obranu Moskvy a Pamětní medaile 800. výročí Moskvy. Dále byla udílena dělníkům domácí fronty, kteří během velké vlastenecké války v letech 1941–1945 pracovali v Moskvě a získali za svou práci státní vyznamenání. Medaili také obdrželi občané Ruské federace, kteří významně přispěli k rozvoji Moskvy.

## Popis medaile
Medaile má kulatý tvar o průměru 32 mm a je vyrobena z mosazi. Na přední straně je vyobrazen svatý Jiří na koni probodávajíc svým kopím draka. Vlevo od výjevu je v půlkruhu nápis Москва 850. Na zadní straně je po obvodu medaile vavřínový věnec. Uprostřed jsou letopočty 1147 a 1997. Všechny nápisy i ústřední motiv jsou vyraženy. Ke stuze pokrývající kovovou destičku ve tvaru pětiúhelníku je medaile připojena jednoduchým kroužkem.
Stuha tmavě červené barvy je široká 24 mm. Ve vzdálenosti 1 mm od pravého okraje je trojice proužků, každý o šířce 2 mm. Zprava je to proužek červené, modré a bílé barvy. Proužky tak odpovídají barvám státní vlajky.
Medaile se nosí nalevo na hrudi. V přítomnosti dalších ruských medailí je umístěna za Jubilejní medailí 300 let ruského námořnictva.